# Ваджиги
Ваджиги (фр. Wadjigui) — деревня и супрефектура в Чаде, расположенная на территории региона Канем. Входит в состав департамента Канем.

## Географическое положение
Деревня находится в западной части Чада, на границе Сахеля и Сахары, на высоте 350 метров над уровнем моря.
Населённый пункт расположен на расстоянии приблизительно 242 километров к северо-северо-востоку (NNE) от столицы страны Нджамены.

## Население
По данным официальной переписи 2009 года численность населения Ваджиги составляла 1760 человек (836 мужчин и 924 женщины). Население супрефектуры по возрастному диапазону распределилось следующим образом: 50,3 % — жители младше 15 лет, 44,8 % — между 15 и 59 годами и 4,9 % — в возрасте 60 лет и старше.

## Транспорт
Ближайший аэропорт расположен в городе Мао.